# Джексон, Питер
Сэр Пи́тер Ро́берт Дже́ксон (англ. Sir Peter Robert Jackson; род. 31 октября 1961, Пекеруа-Бэй, Новая Зеландия) — новозеландский кинорежиссёр, сценарист, актёр и продюсер. Наиболее известен по эпической фэнтези-кинотрилогии «Властелин колец», снятой им по книгам Джона Р. Р. Толкина и получившей 17 премий «Оскар»; впоследствии Джексон выпустил приквел к ней — кинотрилогию «Хоббит». До «Властелина колец» снимал в основном малобюджетные комедийные фильмы ужасов. После «Хоббита» ушёл из жанра блокбастера и лишь изредка снимает документальные фильмы.
Трёхкратный лауреат премии «Оскар» (включая за лучшую режиссуру), а также обладатель премий «Золотой глобус», BAFTA и «Сатурн» за лучшую режиссёрскую работу. Снял две кинокартины из числа самых кассовых фильмов в истории кинематографа — «Властелин колец: Возвращение короля» и «Хоббит: Нежданное путешествие», каждый из которых собрал в прокате свыше миллиарда долларов. Второй (после Джеймса Кэмерона) режиссёр, чьи фильмы заработали более двух миллиардов долларов.

## Биография

### Юность
Питер Джексон родился 31 октября 1961 года в городе Веллингтон в Новой Зеландии, в семье Уильяма и Джоан Джексон. Его родители были родом из Англии, отец принимал участие в Обороне Мальты во время Второй мировой войны. С детства он любил фотографировать, а потому один из друзей его родителей подарил ему любительскую кинокамеру, чем положил начало одной из самых ярких и парадоксальных кинематографических биографий.

### Ранние фильмы
В 1983 году он начал снимать любительский пародийный фильм о нашествии инопланетян «В плохом вкусе». Джексон был в нём не только режиссёром, автором сценария, оператором и монтажёром, но и сыграл несколько ролей, включая одну из главных.
По мере работы над «Плохим вкусом» Джексон начал понимать, что проект выходит за рамки любительского кино, хотя фильм делался за совсем небольшие деньги. Фильм дорабатывался четыре года, после чего один из работавших в киноиндустрии друзей Джексона сумел организовать показ фильма на Каннском международном кинофестивале в 1987 году. Фильм вызвал множество доброжелательных отзывов и был продан для проката в 12 стран. В 1990 году на фестивале фантастического кино в Риме (Fantafestival) «Плохой вкус» был удостоен премии зрительских симпатий.
С конца 1980-х годов Джексон постоянно работает в соавторстве со своей женой и компаньоном Фрэн Уолш, которая сначала была сценаристом его фильмов, а затем начала работать и в продюсерской группе. Они являются совладельцами нескольких компаний, обеспечивающих кинопроизводство организационно и технически — в том числе WingNut Films, Weta Workshop и Weta Digital.
В 1989 году вышел следующий фильм Джексона — кукольная комедия «Познакомьтесь с Фиблами». Джексон так охарактеризовал свой второй фильм: «Ему свойственен юмор, который отчуждает многих людей.. Он очень чёрный, очень сатирический, очень дикий». «Фиблы» стали первым сотрудничеством Джексона с компанией спецэффектов Ричарда Тейлора, которая впоследствии будет работать над всеми его фильмами.
Первым по-настоящему профессиональным игровым фильмом Питера Джексона стала комедия ужасов «Живая мертвечина» (1992) — история о том, как экзотическая обезьянокрыса, попавшая в городской зоопарк, стала источником эпидемии, делающей из людей живых мертвецов. Этот фильм, развивающий славные традиции «Зловещих мертвецов», принёс Джексону впечатляющее количество жанровых премий, включая Гран-при Международного фестиваля фантастических фильмов в Авориазе в 1993 году.

### «Небесные создания» и «Забытое серебро»
В 1994 году Джексон выпустил основанную на реальных событиях психологическую драму «Небесные создания» о двух подругах, увлечённых придуманным ими волшебным миром настолько самозабвенно, что это, в конце концов, толкает их на убийство матери одной из них. Сценарий этого фильма получил номинацию на «Оскар»; кроме того, он стал кинодебютом актрисы Кейт Уинслет. Фильм получил Гран-при на Международном фестивале фантастических фильмов в Жерармере.
В следующем году, в соавторстве с веллингтонским режиссёром Костой Боутсом, Джексон снял псевдодокументальный фильм «Забытое серебро». Это произведение рассказывает историю о забытом новозеландском кинорежиссёре Колине Маккензи, который предположительно изобрёл цветное и звуковое кино. В фильме отсутствовали какие-либо намёки на то, что эта история является выдуманной, и многие зрители были оскорблены, когда узнали, что Колин Маккензи никогда не существовал.

### «Страшилы»
Вскоре Роберт Земекис пригласил Джексона режиссировать крупнобюджетный мистический триллер «Страшилы» (1996) с Майклом Джеем Фоксом в главной роли. Фильму не удалось окупиться в прокате, однако применённые в нём спецэффекты можно считать этапными для середины 1990-х годов. В этом же году он продюсирует новозеландский фантастический фильм «Джек Браун – гений». В феврале 1997 года киностудией Universal Studios был перенесён на неопределённый срок ремейк Джексона «Кинг-Конг», поскольку началось производство фильмов на схожую тематику, «Могучий Джо Янг» и «Годзилла».

### «Властелин колец»

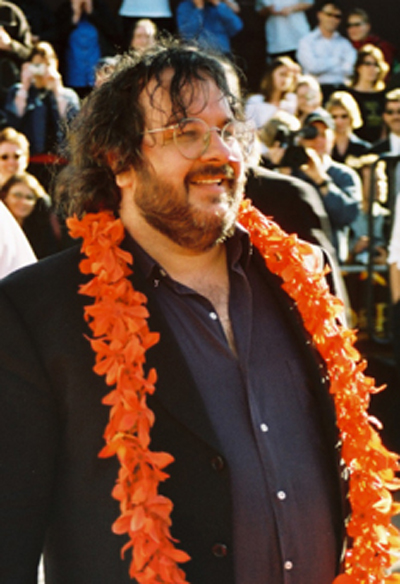
Джексон на премьере фильма «Властелин колец: Возвращение короля» в Веллингтоне, 2003 год

После этого Питер Джексон приступил к подготовке и съёмкам своего главного шедевра — кинотрилогии «Властелин колец». Ещё в 1997 году он получил у продюсера Саула Зейнца права на экранизацию произведения Дж. Р. Р. Толкина. Первоначально Джексон сотрудничал с Miramax для съёмок двух фильмов, но позже на него было оказано давление с требованием объединить два фильма в один. В результате Питер предложил проект экранизации продюсеру Роберту Шэю из New Line Cinema, который был заинтересован в создании трилогии. Съёмочный процесс проходил с 11 октября 1999 года по 22 декабря 2000 года в Новой Зеландии. Фильмы трилогии выходили на протяжении трёх лет — в 2001 году — «Братство Кольца», в 2002 году — «Две крепости» и в 2003 году — «Возвращение короля». Эта работа принесла Джексону и его соратникам в общей сложности 17 премий «Оскар», причём «Возвращение короля» повторил рекорд фильмов «Бен Гур» и «Титаник», взяв 11 «Оскаров», включая премии за лучший фильм и лучшую режиссуру. «Возвращение короля» стал также вторым фильмом после «Титаника», собравшим в мировом прокате более миллиарда долларов.

### «Кинг-Конг»
14 декабря 2005 года на экраны вышел следующий фильм Питера Джексона — «Кинг-Конг», вольный ремейк знаменитого «Кинг-Конга» 1933 года. Перед началом работы над картиной Джексон получил гонорар в 20 миллионов долларов, который стал самой высокой зарплатой, когда-либо выплаченной режиссёру перед производством. Изобретательно снятый и эмоционально насыщенный фильм собрал в американском прокате 218 миллионов долларов и окупился благодаря сборам в мировом прокате (547 миллионов долларов) и хорошим продажам на DVD. Фильм также получил три «технических» «Оскара» — за лучший звук, лучший звуковой монтаж и лучшие спецэффекты. С 2002 года Питер Джексон значится в списке самых влиятельных лиц киноиндустрии, ежегодно публикуемых журналом «Premiere». В 2002 году он был в списке 41-м, в 2003 году — 20-м, в 2004 году — 6-м, а в 2005 году возглавил этот список.

### «Милые кости»
11 декабря 2009 года в прокат вышел новый фильм режиссёра «Милые кости», в основе которого лежит одноимённый бестселлер Элис Сиболд. Сочетание фэнтезийных аспектов с темой убийства в основной сюжетной линии имеют некоторые общие черты с «Небесными созданиями».

### «Хоббит»
Ещё в сентябре 2006 года Джексон проявил заинтересованность в экранизации «Хоббита»; после он вёл переговоры с компанией MGM с целью создания двух фильмов совместно с New Line. В ноябре 2006 года в связи с продолжающимся правовым спором между компанией Джексона Wingnut Films и New Line Cinema, Джексон был отстранён от работы режиссёром фильма. Глава New Line Cinema Роберт Шэй прокомментировал, что Джексон «… никогда не сделает ни одного фильма с New Line Cinema, покуда я работаю в компании…». Это вызвало призыв к бойкоту кинокомпании в Интернете, и к августу 2007 года Шэй попытался достичь примирения с режиссёром. 18 декабря 2007 года было объявлено, что Питер Джексон и New Line Cinema достигли соглашения о съёмках двух приквелов к «Властелину колец»; Джексон занял должность продюсера, а режиссёром был назначен Гильермо дель Торо. Однако в начале 2010 года дель Торо покинул проект по причине задержек с началом съёмок фильма, и месяц спустя Джексон вернулся к переговорам о режиссуре «Хоббита»; 15 октября он был назначен режиссёром. Съёмки фильма начались 20 марта 2011 года. 30 июля 2012 года Джексон сообщил на своей странице в Facebook, что два запланированных фильма будут расширены в трилогию.

### Документальные проекты
16 октября 2018 года на международном кинофестивале в Лондоне состоялась премьера документального фильм «Они никогда не станут старше» (англ. They Shall Not Grow Old), приуроченного к 100-летию окончания Первой мировой войны и посвящённого солдатам, воевавшим на фронтах этой войны.
На осень 2020 года был запланирован выпуск следующего документального проекта режиссёра, «The Beatles: Get Back», посвящённого истории записи альбома Let It Be британской рок-группы The Beatles и основанный на ранее не издававшихся видеозаписях. Премьера фильма, отложенная из-за пандемии COVID-19, прошла с 25 по 27 ноября 2021 года: фильм, состоящий из трёх более чем двухчасовых серий, вышел в формате мини-сериала.

### Продюсерские проекты
Питер Джексон выступил продюсером научно-фантастического фильма Нила Бломкампа «Район № 9», который был номинирован на «Оскар» за лучший фильм.
Джексон и его студия Wingnut Interactive работали над проектом «Хэло: Хроники», который разрабатывался Microsoft Studios в сотрудничестве с Bungie. Он должен был стать исполнительным продюсером фильма «Хэло», выпущенного Universal Studios и 20th Century Fox, но в октябре 2006 года проект был отложен на неопределенный срок.
Джексон является продюсером мультфильма «Приключения Тинтина: Тайна «Единорога»», снятого Стивеном Спилбергом с помощью технологии захвата движения. Актёры Джейми Белл и Энди Сёркис были приглашены для участия в фильме благодаря их сотрудничеству с Питером во «Властелине колец» и «Кинг-Конге». В декабре 2011 года Спилберг подтвердил планы на продолжение фильма. Режиссёром сиквела стал Джексон.

### Другие проекты
Из-за необходимости работы над оставшимися фильмами «Хоббита» в августе 2013 года Джексон отказался режиссировать серию телесериала «Доктор Кто», большим поклонником которого он является. Но потенциально он был готов стать сценаристом одной серии «Доктора Кто» с участием цветных Далеков, причём он готов сделать это без гонорара. Шоураннер сериала Стивен Моффат обещал подумать.
Джексон получил права на экранизацию серии фэнтези-романов Наоми Новик «Темрейр», повествующих о драконах, используемых в бою во время Наполеоновских войн. 24 июля 2009 года в интервью с IGN он заявил, что рассмотрел возможность экранизации в форме мини-сериала, поскольку волнуется, что если первый фильм провалится в прокате, повествование может остаться неоконченным.
Питер Джексон коллекционирует полномасштабные летающие копии самолётов и занимается восстановлением знаменитых самолётов времен Первой мировой войны. Для этого создал и владеет компанией «The Vintage Aviator».
В 2008 году он также снял короткометражный фильм «Пересечение линии» для тестирования новой модели цифровой кинокамеры RED One. События 12-минутного фильма происходят во время Первой мировой войны и были сняты за два дня.
3 ноября 2023 года вышел режиссированный Джексоном клип на «последнюю» песню The Beatles «Now and Then». 

## Камео
Питер Джексон традиционно снимается в своих фильмах в какой-нибудь эпизодической роли:
- «В плохом вкусе» —  главный герой-очкарик Дерек, а также один из инопланетян-людоедов в человечьем обличии.
- «Живая мертвечина» — полубезумный помощник владельца похоронного бюро.
- «Страшилы» — огромный рокер, на которого случайно налетает, выбегая из редакции газеты «The FAIRWATER Gazette», главный герой.
- Трилогия «Властелин колец»: в «Братство кольца» — прохожий, откусывающий морковь, возле трактира «Гарцующий пони» в городе Бри; в «Двух крепостях» — воин, метающий копье в урук-хая, атакующих ворота Хельмовой Пади, в  «Возвращении короля» — умбарский пират, убитый стрелой Леголаса.
- Второе камео Джексона в «Возвращение короля» происходит во время сцены в Логове Шелоб, где в кадре появляется рука Сэма (на самом деле это рука Джексона)[34]. Несмотря на временное отсутствие Шона Эстина, Питер решил доснять сцену даже в отсутствие актёра.
- «Кинг-Конг» —  пилот одного из бипланов, пытающихся сбить Конга с крыши Эмпайр Стэйт Билдинг (подобно режиссёру оригинального фильма Мериану Куперу).
- «Милые кости» — фотограф в магазине.
- «Хоббит: Нежданное путешествие» — гном, нашедший Аркенстоун, а затем убегающий из Эребора во время нападения дракона[35].
- «Хоббит: Пустошь Смауга» —  повторная роль случайного прохожего, откусывающего кусок моркови в Бри, перед встречей Торина с Гендальфом Серым, что, в свою очередь, является отсылкой к камео из «Братство кольца».

Он также сыграл роли в нескольких фильмах, в которых он не был режиссёром. В «Типа крутые легавые» (2007) он сыграл вора в костюме Деда Мороза. Джексон присутствует в ролике безопасности пассажиров авиакомпании Air New Zealand, созданного в стиле фильма «Хоббит».
Дети Джексона, Билли и Кэти, появляются во всех фильмах своего отца, начиная с «Властелина колец».

## Фильмография
| Год  |     | Русское название                       | Оригинальное название                               | Роль                                 |
| ---- | --- | -------------------------------------- | --------------------------------------------------- | ------------------------------------ |
| 1976 | кор | Долина                                 | The Valley                                          | режиссёр, сценарист, продюсер, актёр |
| 1987 | ф   | В плохом вкусе                         | Bad Taste                                           | режиссёр, сценарист, продюсер, актёр |
| 1989 | ф   | Познакомьтесь с Фиблами                | Meet the Feebles                                    | режиссёр, сценарист                  |
| 1992 | кор | Стерео долина                          | Valley of the Stereos                               | продюсер                             |
| 1992 | ф   | Живая мертвечина                       | Braindead                                           | режиссёр, сценарист, актёр           |
| 1994 | ф   | Небесные создания                      | Heavenly Creatures                                  | режиссёр, сценарист, продюсер, актёр |
| 1995 | ф   | Забытое серебро                        | Forgotten Silver                                    | режиссёр, сценарист, актёр           |
| 1996 | ф   | Джек Браун – гений                     | Jack Brown Genius                                   | продюсер, сценарист                  |
| 1996 | ф   | Страшилы                               | The Frighteners                                     | режиссёр, сценарист, продюсер, актёр |
| 2001 | ф   | Властелин колец: Братство Кольца       | The Lord of the Rings: The Fellowship of the Ring   | режиссёр, сценарист, продюсер, актёр |
| 2002 | ф   | Властелин колец: Две крепости          | The Lord of the Rings: The Two Towers               | режиссёр, сценарист, продюсер, актёр |
| 2003 | ф   | Властелин колец: Возвращение короля    | The Lord of the Rings: The Return of the King       | режиссёр, сценарист, продюсер, актёр |
| 2003 | кор | The Long and Short of It               | The Long and Short of It                            | продюсер, актёр                      |
| 2005 | ф   | Кинг-Конг                              | King Kong                                           | режиссёр, сценарист, продюсер, актёр |
| 2007 | ф   | Типа крутые легавые                    | Hot Fuzz                                            | актёр                                |
| 2007 | с   | Красавцы                               | Entourage                                           | актёр                                |
| 2008 | кор | Пересечение линии                      | Crossing the Line                                   | режиссёр, сценарист                  |
| 2009 | ф   | Район № 9                              | District 9                                          | продюсер                             |
| 2009 | ф   | Милые кости                            | The Lovely Bones                                    | режиссёр, сценарист, продюсер, актёр |
| 2011 | ф   | Приключения Тинтина: Тайна «Единорога» | The Adventures of Tintin: The Secret of the Unicorn | продюсер                             |
| 2012 | ф   | Запад Мемфиса                          | West of Memphis                                     | продюсер                             |
| 2012 | ф   | Хоббит: Нежданное путешествие          | The Hobbit: An Unexpected Journey                   | режиссёр, сценарист, продюсер, актёр |
| 2013 | кор | (Почти) Пять Докторов: Перезагрузка    | The Five(ish) Doctors Reboot                        | актёр                                |
| 2013 | ф   | Хоббит: Пустошь Смауга                 | The Hobbit: The Desolation of Smaug                 | режиссёр, сценарист, продюсер, актёр |
| 2014 | ф   | Хоббит: Битва пяти воинств             | The Hobbit: The Battle of the Five Armies           | режиссёр, сценарист, продюсер        |
| 2018 | док | Они никогда не станут старше           | They Shall Not Grow Old                             | режиссёр, продюсер                   |
| 2018 | ф   | Хроники хищных городов                 | Mortal Engines                                      | продюсер, сценарист                  |
| 2021 | док | The Beatles: Get Back                  | The Beatles: Get Back                               | режиссёр, продюсер                   |

## Награды и номинации
| Премия                             | Год  | Фильм                                    | Категория                                   | Итог      |
| ---------------------------------- | ---- | ---------------------------------------- | ------------------------------------------- | --------- |
| «Оскар»                            | 1995 | • Небесные создания                      | Лучший оригинальный сценарий                | Номинация |
| «Оскар»                            | 2002 | • Властелин колец: Братство Кольца       | Лучший режиссёр                             | Номинация |
| «Оскар»                            | 2002 | • Властелин колец: Братство Кольца       | Лучший фильм                                | Номинация |
| «Оскар»                            | 2002 | • Властелин колец: Братство Кольца       | Лучший адаптированный сценарий              | Номинация |
| «Оскар»                            | 2003 | • Властелин колец: Две крепости          | Лучший фильм                                | Номинация |
| «Оскар»                            | 2004 | • Властелин колец: Возвращение короля    | Лучший режиссёр                             | Награда   |
| «Оскар»                            | 2004 | • Властелин колец: Возвращение короля    | Лучший фильм                                | Награда   |
| «Оскар»                            | 2004 | • Властелин колец: Возвращение короля    | Лучший адаптированный сценарий              | Награда   |
| «Оскар»                            | 2010 | • Район № 9                              | Лучший фильм                                | Номинация |
| «Золотой глобус»                   | 2002 | • Властелин колец: Братство Кольца       | Лучший режиссёр                             | Номинация |
| «Золотой глобус»                   | 2003 | • Властелин колец: Две крепости          | Лучший режиссёр                             | Номинация |
| «Золотой глобус»                   | 2004 | • Властелин колец: Возвращение короля    | Лучший режиссёр                             | Награда   |
| «Золотой глобус»                   | 2006 | • Кинг-Конг                              | Лучший режиссёр                             | Номинация |
| BAFTA                              | 2002 | • Властелин колец: Братство Кольца       | Награда им. Дэвида Лина за лучшую режиссуру | Награда   |
| BAFTA                              | 2002 | • Властелин колец: Братство Кольца       | Лучший фильм                                | Награда   |
| BAFTA                              | 2002 | • Властелин колец: Братство Кольца       | Лучший адаптированный сценарий              | Номинация |
| BAFTA                              | 2003 | • Властелин колец: Две крепости          | Награда им. Дэвида Лина за лучшую режиссуру | Номинация |
| BAFTA                              | 2003 | • Властелин колец: Две крепости          | Лучший фильм                                | Номинация |
| BAFTA                              | 2004 | • Властелин колец: Возвращение короля    | Награда им. Дэвида Лина за лучшую режиссуру | Номинация |
| BAFTA                              | 2004 | • Властелин колец: Возвращение короля    | Лучший фильм                                | Награда   |
| BAFTA                              | 2004 | • Властелин колец: Возвращение короля    | Лучший адаптированный сценарий              | Награда   |
| BAFTA                              | 2019 | • Они никогда не станут старше           | Лучший документальный фильм                 | Номинация |
| «Сатурн»                           | 1997 | • Страшилы                               | Лучший режиссёр                             | Номинация |
| «Сатурн»                           | 1997 | • Страшилы                               | Лучший сценарий                             | Номинация |
| «Сатурн»                           | 2002 | • Властелин колец: Братство Кольца       | Лучший режиссёр                             | Награда   |
| «Сатурн»                           | 2002 | • Властелин колец: Братство Кольца       | Лучший сценарий                             | Номинация |
| «Сатурн»                           | 2003 | • Властелин колец: Две крепости          | Лучший режиссёр                             | Номинация |
| «Сатурн»                           | 2003 | • Властелин колец: Две крепости          | Лучший сценарий                             | Номинация |
| «Сатурн»                           | 2004 | • Властелин колец: Возвращение короля    | Лучший режиссёр                             | Награда   |
| «Сатурн»                           | 2004 | • Властелин колец: Возвращение короля    | Лучший сценарий                             | Награда   |
| «Сатурн»                           | 2006 | • Кинг-Конг                              | Лучший режиссёр                             | Награда   |
| «Сатурн»                           | 2006 | • Кинг-Конг                              | Лучший сценарий                             | Номинация |
| «Сатурн»                           | 2013 | • Хоббит: Нежданное путешествие          | Лучший режиссёр                             | Номинация |
| «Сатурн»                           | 2014 | • Хоббит: Пустошь Смауга                 | Лучший режиссёр                             | Номинация |
| «Сатурн»                           | 2014 | • Хоббит: Пустошь Смауга                 | Лучший сценарий                             | Номинация |
| «Сатурн»                           | 2015 | • Хоббит: Битва пяти воинств             | Лучший сценарий                             | Номинация |
| Венецианский кинофестиваль         | 1994 | • Небесные создания                      | Золотой лев                                 | Номинация |
| Венецианский кинофестиваль         | 1994 | • Небесные создания                      | Серебряный лев                              | Награда   |
| Премия Гильдии режиссёров Америки  | 2002 | • Властелин колец: Братство Кольца       | Лучший режиссёр — художественный фильм      | Номинация |
| Премия Гильдии режиссёров Америки  | 2003 | • Властелин колец: Две крепости          | Лучший режиссёр — художественный фильм      | Номинация |
| Премия Гильдии режиссёров Америки  | 2004 | • Властелин колец: Возвращение короля    | Лучший режиссёр — художественный фильм      | Награда   |
| Премия Гильдии сценаристов Америки | 1995 | • Небесные создания                      | Лучший оригинальный сценарий                | Номинация |
| Премия Гильдии сценаристов Америки | 2002 | • Властелин колец: Братство Кольца       | Лучший адаптированный сценарий              | Номинация |
| Премия Гильдии сценаристов Америки | 2004 | • Властелин колец: Возвращение короля    | Лучший адаптированный сценарий              | Номинация |
| Премия Гильдии продюсеров Америки  | 2002 | • Властелин колец: Братство Кольца       | Лучший театральный фильм                    | Номинация |
| Премия Гильдии продюсеров Америки  | 2003 | • Властелин колец: Две крепости          | Лучший театральный фильм                    | Номинация |
| Премия Гильдии продюсеров Америки  | 2004 | • Властелин колец: Возвращение короля    | Лучший театральный фильм                    | Награда   |
| Премия Гильдии продюсеров Америки  | 2010 | • Район № 9                              | Лучший театральный фильм                    | Номинация |
| Премия Гильдии продюсеров Америки  | 2012 | • Приключения Тинтина: Тайна «Единорога» | Лучший анимационный фильм                   | Награда   |
| Премия Гильдии продюсеров Америки  | 2014 |                                          | Vanguard Award                              | Награда   |
| Премия Гильдии продюсеров Америки  | 2022 | • The Beatles: Get Back                  | Лучший нехудожественный телепроект          | Награда   |
| Кинопремия «Империя»               | 2002 | • Властелин колец: Братство Кольца       | Лучший режиссёр                             | Номинация |
| Кинопремия «Империя»               | 2003 | • Властелин колец: Две крепости          | Лучший режиссёр                             | Номинация |
| Кинопремия «Империя»               | 2004 | • Властелин колец: Возвращение короля    | Лучший режиссёр                             | Номинация |
| Кинопремия «Империя»               | 2006 | • Кинг-Конг                              | Лучший режиссёр                             | Номинация |
| Кинопремия «Империя»               | 2013 | • Хоббит: Нежданное путешествие          | Лучший режиссёр                             | Номинация |
| Кинопремия «Империя»               | 2014 | • Хоббит: Пустошь Смауга                 | Лучший режиссёр                             | Номинация |
| Кинопремия «Империя»               | 2015 | • Хоббит: Битва пяти воинств             | Лучший режиссёр                             | Номинация |